# Томас Е. Вілсон
Томас Е. Вілсон (нар. 11 липня 1868 - пом. 4 серпня 1958) — американський бізнесмен, що народився в Канаді. У 1926 році він створив одне з найбільш впізнаваних імен спортивних брендів у світі, відоме як Wilson Sporting Goods. Він працював президентом та головою правління Wilson & Co протягом 35 років. 

## Раннє життя
Томас Едвард Вілсон народився на фермі поблизу Лондона, округ Мідделсекс, Онтаріо, Канада, 22 липня 1868 року у шотландських батьків Мойсея та Мері Енн Вілсон (уроджені Хіггінс). Він поїхав до Сполучених Штатів молодим чоловіком, який працював рахівником залізничних вагонів на жвавих складах Чикаго, штат Іллінойс.

## Кар'єра
Вілсон провів 25 років, просуваючись по службі в компанії Morris & Co, ставши віце-президентом упакування в 1906 році і президентом у 1913 році після смерті її засновника Едвіна Морріса. У 1916 році банкірам вдалося заманити Вілсона від компанії Morris & Company, щоб запустити провалену в Нью-Йорку компанію з упакування м'яса під назвою Sulzberger & Sons (S&S) (Ferdinand Sulzberger, заснована в 1853 році як Schwartzchild & Sulzberger).  Назва компанії була змінена на Wilson & Co., Inc. 27 липня 1916 р., а її штаб-квартира переїхала до Чиказького союзу фондових дворів. Незабаром він приєднався до Armor and Swift на вершині американської м'ясної промисловості. З 1916 р. до 1950-х р. Томас Вілсон швидко ввів компанію в одну з 50 найбільших промислових корпорацій США.  Вілсон мав важливий вплив на брендування перероблених м’ясних продуктів, розробивши багато популярних сьогодні продуктів з яловичини та свинини з доданою вартістю. Wilson & Company відповідала за представлення численних відомих брендів, таких як Wilson Certified Hams, Wilson's Continental Deli та Wilson's Corn King.  Він був важливою фігурою як в Американському інституті м'яса, так і в галузі спортивних товарів. Він був керівником національної програми 4Н та селекціонером короткорослої худоби.
В угоді з нерухомістю в 20-х роках Wilson & Co. володіла виробничою компанією Ashland, яка включала опис спортивних товарів. Зміст, серед іншого, був запропонований Спалдингу, але, виявивши недостатній інтерес, Вілсон вирішив самостійно вступити в бізнес. Сьогодні компанія відома як Wilson Sporting Goods.  Після смерті Вільсона, в 1960-х Wilson & Co. належала корпорації LTV, а згодом підрозділ спортивних товарів був послідовно проданий WESRAY, PEPSI та AMER GROUP.

## Громадянські нагороди
У 1946 році Вілсон отримав медаль уряду США за заслуги від президента Гаррі Трумена за заслуги в економіці США під час Другої світової війни. 

## Смерть
Вілсон помер у віці 90 років в штаті Іллінойс 4 серпня 1958 р.  Його тіло було поховано на кладовищі Лейк-Форест, що в окрузі Лейк, штат Іллінойс. 

## Особисте життя
Він одружився з Елізабет Л. Фосс 1 листопада 1899 року. У подружжя було двоє дітей, син та дочка.
У Дослідницькому центрі спеціальних колекцій Бібліотеки Університету Чикаго існує архів особистих робіт Вілсона. 